# 글렌 클로스
글렌 클로스(Glenn Close, 1947년 3월 19일 ~ )는 미국의 배우이다.

## 출연 작품

### 영화
- 가프 (1982)
- 톱니 바퀴의 칼날 (1985)
- 위험한 정사 (1987)
- 위험한 관계 (1988)
- 행운의 반전 (1990)
- 햄릿 (1990)
- 구혼 광고 (1991, Sarah, Plain and Tall)
- 후크 (1991) - 카메오 출연
- 영혼의 집 (1993)
- 화성 침공 (1996) - 마샤 데일 영부인 역
- 101 달마시안 (1996) - 크루엘라 드빌 역
  - 102 달마시안 (2000)
- 메리 라일리 (1996)
- 에어 포스 원 (1997)
- 쿠키의 행운 (1999)
- 타잔 (1999) - 칼라 역 (애니메이션)
- 그녀를 보기만 해도 알 수 있는 것 (2000)
- 스텝포드 와이프 (2004)
- 나인 라이브즈 (2005)
- 앨버트 놉스 (2011)
- 가디언즈 오브 갤럭시 (2014) - 이라니 라엘 역
- 멜라니: 인류의 마지막 희망인 소녀 (2016)
- 월요일이 사라졌다 (2017) - 니컬렛 케이먼 역
- 더 와이프 (2017)
- 비뚤어진 집 (2017)
- 힐빌리 엘레지 (2020)
- 하트 오브 스톤 (2023)
- 딜리버런스 (2024)

### 텔레비전
- 대미지 (2007-12)
- 3언더: 아카디아의 전설 (2018-19) - 애니메이션
- 그 여자의 집 건너편 창가에 웬 소녀가 있다 (2022)